# Чегет-Карабаши
Чегет-Карабаши — вершина на Центральном Кавказе, по правой стороне Баксанского ущелья, между ущельями рек Адылсу и её притока Шхельды. Расположена между ледниками Башкара и Кашкаташ. С северо-западного склона вершина спускается одноимённый ледник. К югу от горы находится вершина Уллукара и пик Гермогенова.

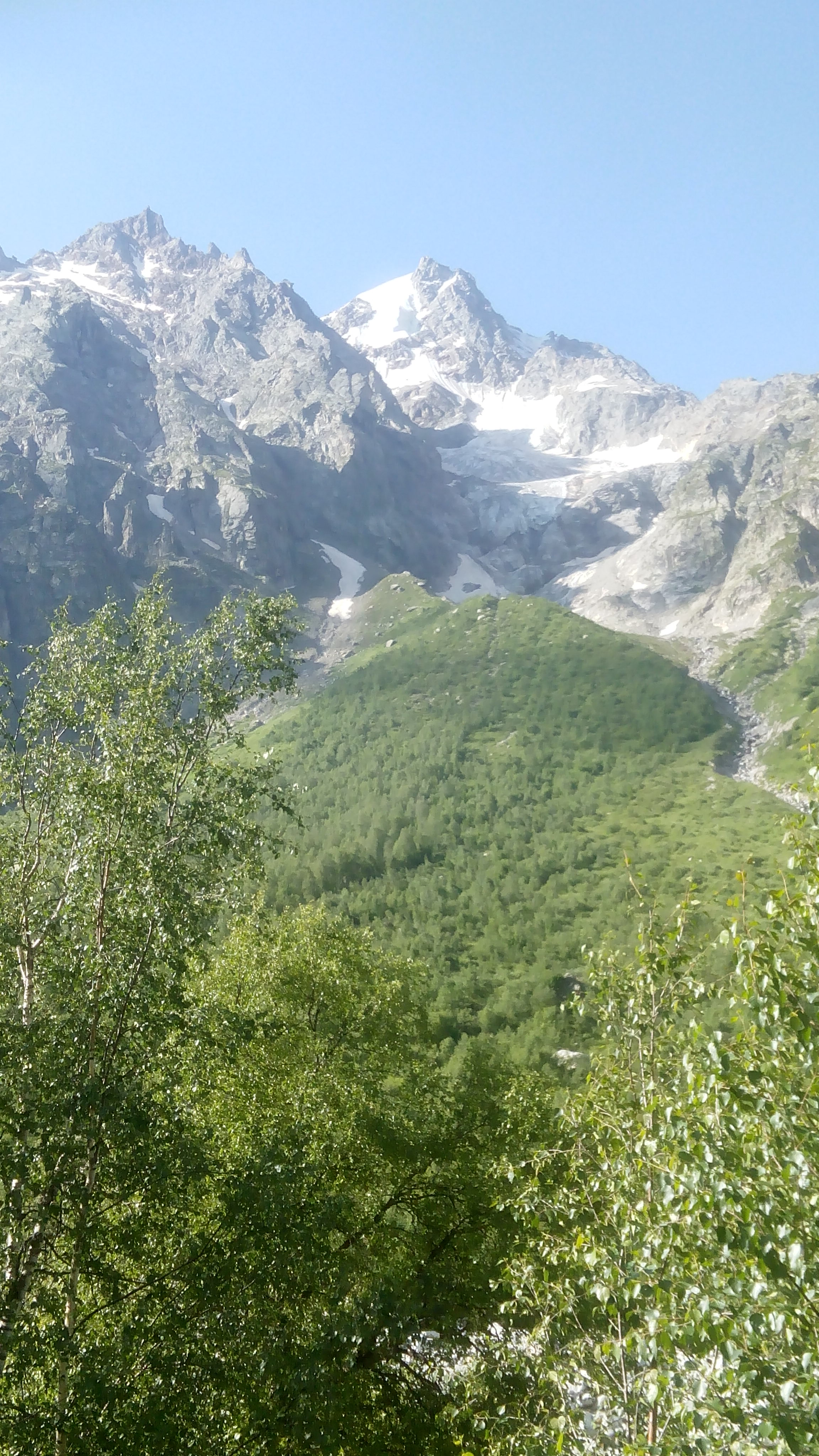
Ледник Чегет-Кара. Слева вершина Чегет-Карабаши, справа — пик Гермогенова

В карачаево-балкарской топонимике очень распространено слово Чегет (на некоторых диалектах карач.-балк. Цегет), которое означает «северный склон горы» или «лес». Название самой вершины переводится как «северная чёрная вершина» (къара – «черный»; башы – «верх»). Такое название дано вершине местными жителями за внешний вид и расположение.

## Топографические карты
- Лист карты K-38-26-1.